# Naterki
Naterki (deutsch Nattern) ist ein Ort in der polnischen Woiwodschaft Ermland-Masuren. Er gehört zur Gmina Gietrzwałd (Landgemeinde Dietrichswalde) im Powiat Olsztyński (Kreis Allenstein).

## Geographische Lage
Naterki liegt am Ostufer des Natternsees (polnisch: Jezioro Naterskie, auch Świętajno Naterskie) im Westen der Woiwodschaft Ermland-Masuren, zehn Kilometer südwestlich der Kreis- und Woiwodschaftshauptstadt Olsztyn (deutsch Allenstein).

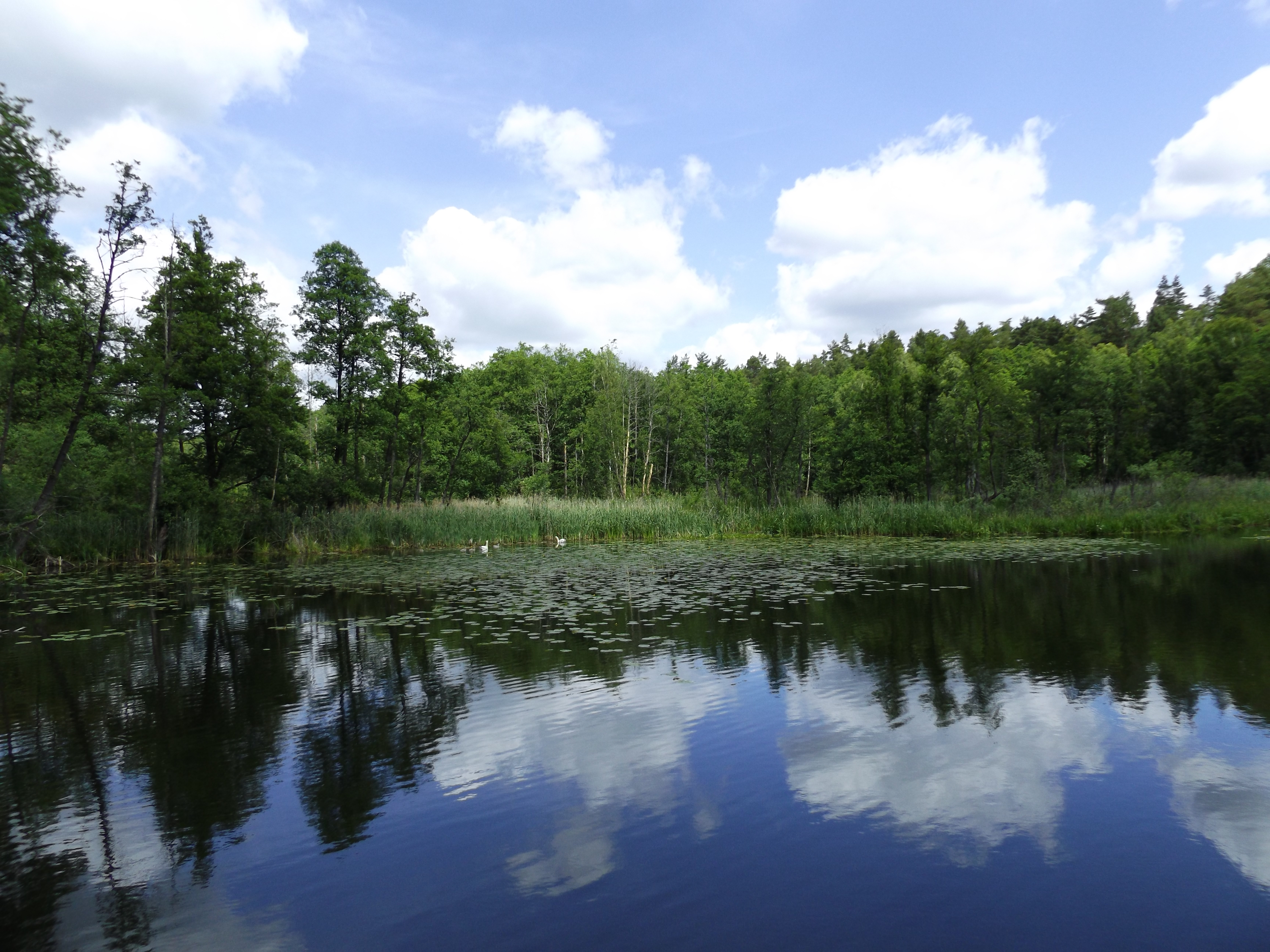
Der Natternsee bei Naterki

## Geschichte
Das seinerzeitige Natursdorf wurde 1349 gegründet. Zwischen 1874 und 1945 gehörte die Landgemeinde Nattern zum Amtsbezirk Schönbrück (polnisch Sząbruk) im ostpreußischen Kreis Allenstein. Damals war das Gut Sophienhof (polnisch Zofijówka) in Nattern eingemeindet.
Die Einwohnerzahl Natterns betrug im Jahre 1910 insgesamt 271. Sie stieg bis 1933 auf 278 und belief sich 1939 auf 272.
Im Jahre 1945 kam die Rote Armee nach Ostpreußen. Am 21. Januar 1945 verließ ein eilig zusammengestellter Flüchtlingstreck Nattern. Das Dorf kam mit dem gesamten südlichen Ostpreußen zu Polen und erhielt die polnische Namensform „Naterki“. Heute ist es eine Ortschaft im Verbund der Landgemeinde Gietrzwałd (Dietrichswalde) im Powiat Olsztyński (Kreis Allenstein), bis 1998 der Woiwodschaft Olsztyn, seither der Woiwodschaft Ermland-Masuren zugehörig. Im Jahre 2011 zählte Naterki 392 Einwohner.

## Kirche
Bis 1945 war Nattern in die evangelische Kirche Allenstein in der Kirchenprovinz Ostpreußen der Kirche der Altpreußischen Union, außerdem zur römisch-katholischen Kirche Schönbrück (polnisch Sząbruk) im damaligen Bistum Ermland.

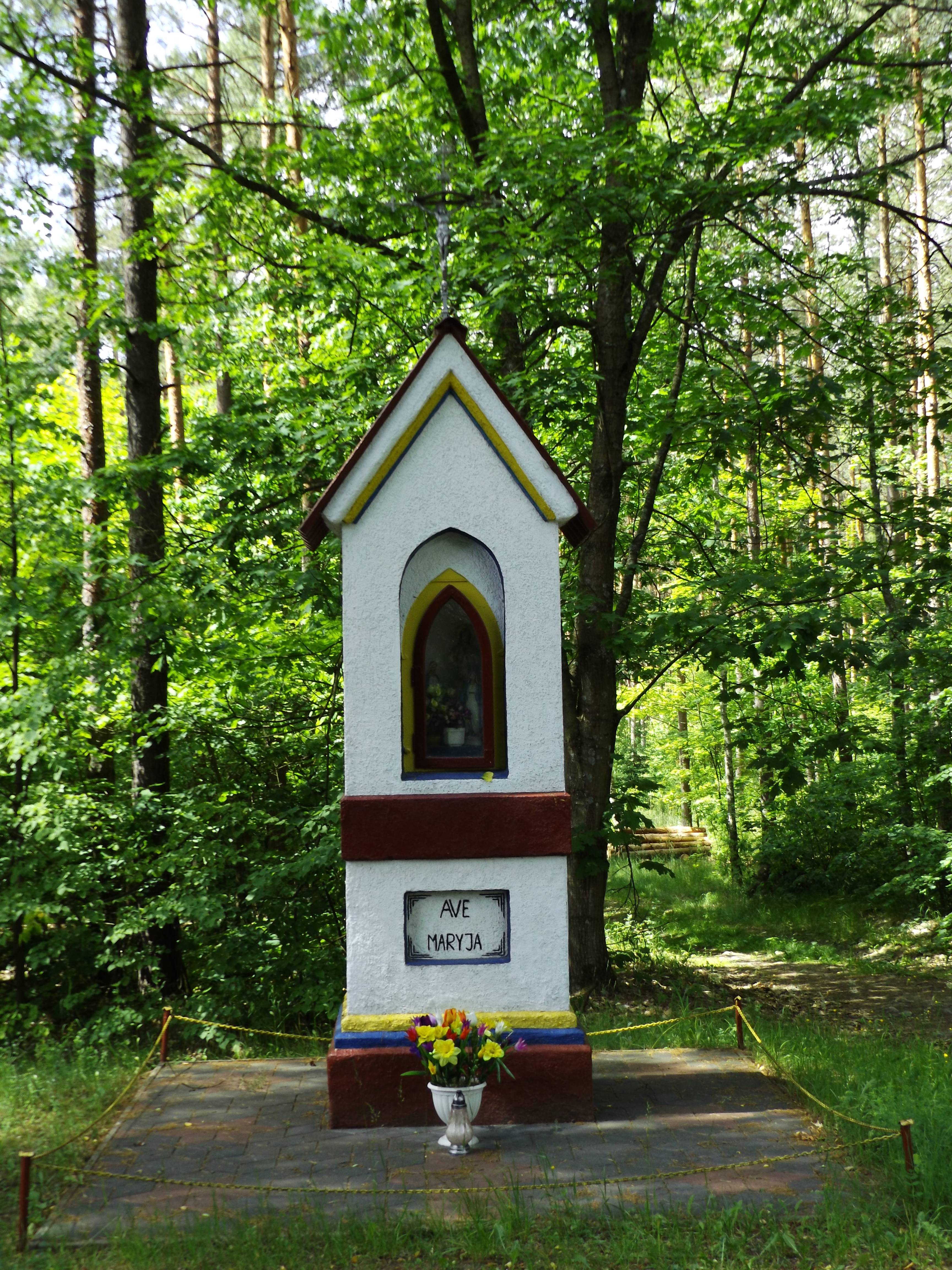
Bildstock bei Naterki

Heute gehört Naterki wie vordem Nattern evangelischerseits zur Stadt Olsztyn, jetzt zur Christus-Erlöser genannten Kirche innerhalb der Diözese Masuren der Evangelisch-Augsburgischen Kirche in Polen. Katholischerseits besteht die Beziehung zur Pfarrei in Sząbruk im jetzigen Erzbistum Ermland.

## Verkehr
Am nordöstlichen Ortsrand von Nattern verläuft die als Umfahrung der Stadt Olsztyn geplante Landesstraße 16, die in naher Zukunft insgesamt zur Schnellstraße 16 ausgebaut wird. Nattern selbst ist auf einer Nebenstraße zu erreichen, die in Sząbruk (Schönbrück) von der Kreisstraße (polnisch Droga powiatowa (DP)) 1370N abzweigt und bis nach Łupstych (Abstich) führt.
Nattern resp. Naterki ist seit dem 1. November 1934 Bahnstation im Personenverkehr, die an dem dort schon früher bestehenden Güterbahnhof ausgebaut wurde. Der Bahnhof liegt an der Linie 353 der Polnischen Staatsbahn (PKP) Posen–Toruń–Skandawa (–Tschernjachowsk), die derzeit an der polnisch-russischen Staatsgrenze endet.